# Chiesa di San Nicola (Idmiston)
La chiesa di San Nicola (in inglese Church of St Nicholas) è la parrocchiale anglicana che si trova a Porton nella parrocchia civile di Idmiston, nella contea del Wiltshire, nel Sud Ovest dell'Inghilterra, Regno Unito. Il luogo di culto risale al XIX secolo, rientra nella diocesi di Salisbury ed è considerato dall'English Heritage un monumento classificato di seconda categoria per il suo particolare interesse storico e architettonico.

## Storia

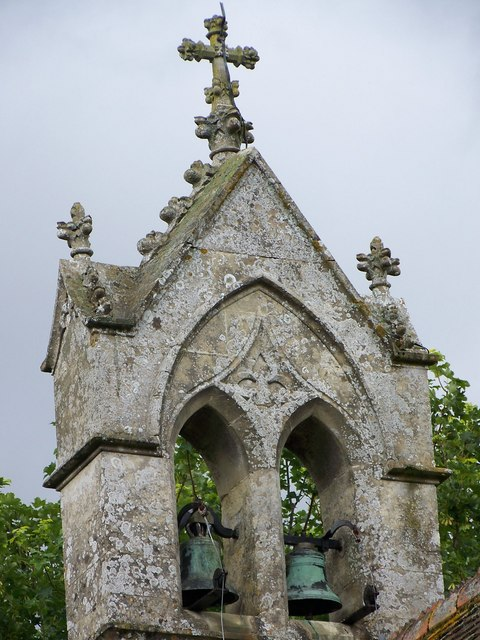
Campanile a vela con due campane

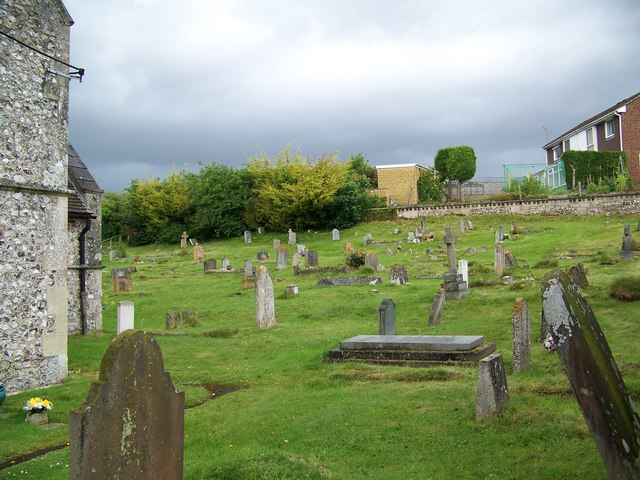
Cimitero della comunità accanto alla chiesa

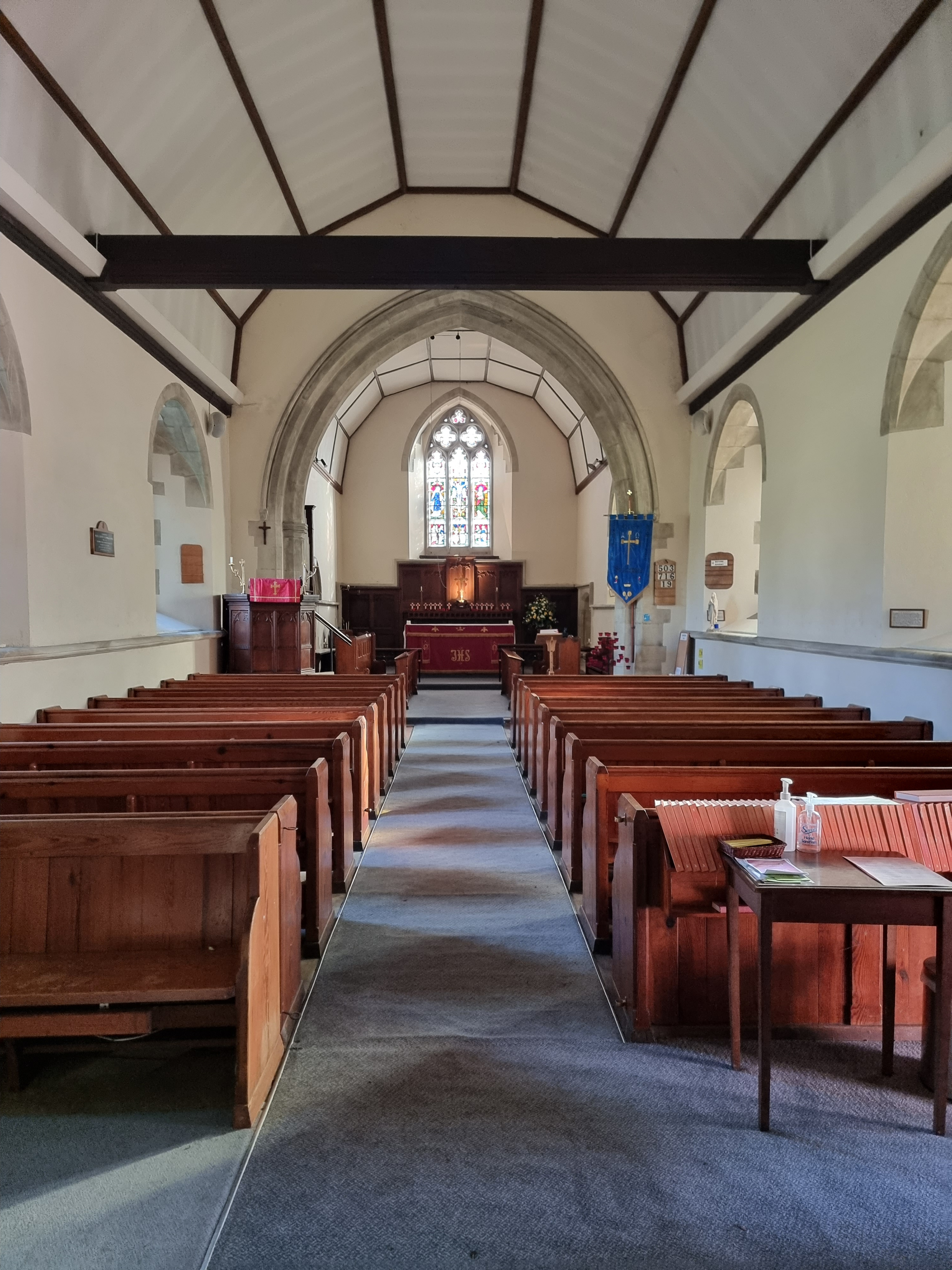
Interno della navata

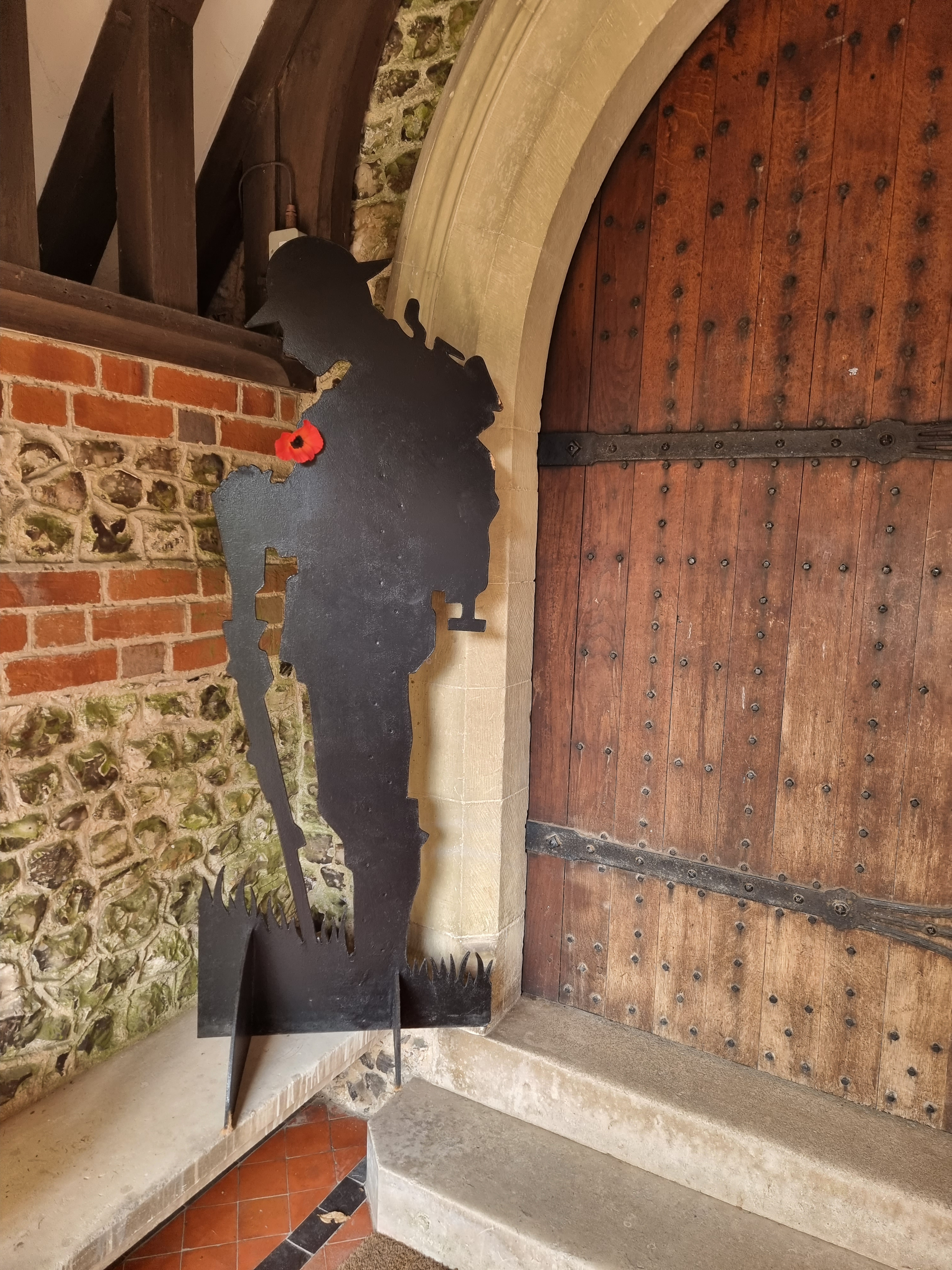
Monumento ai caduti nel portico

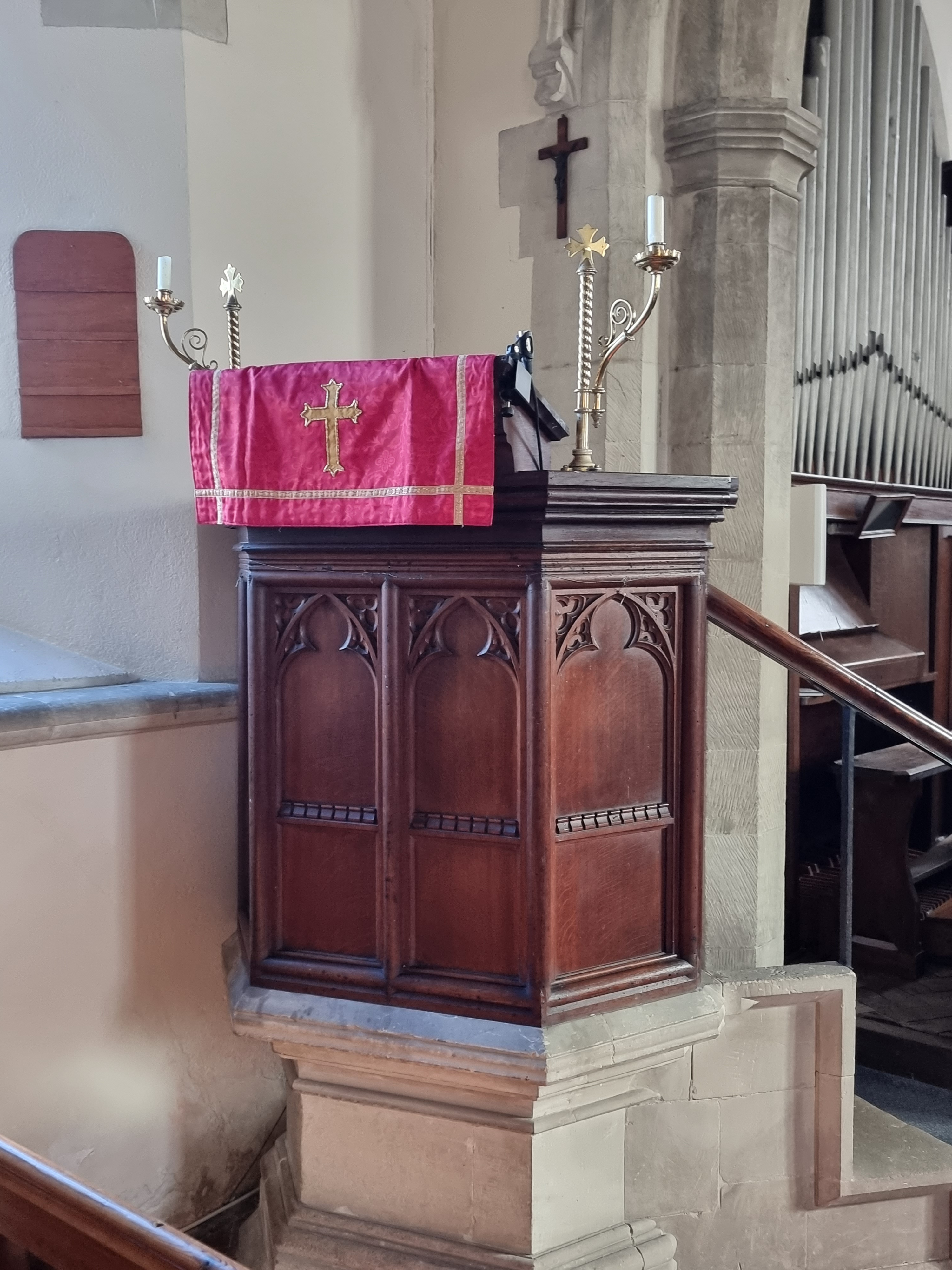
Pulpito

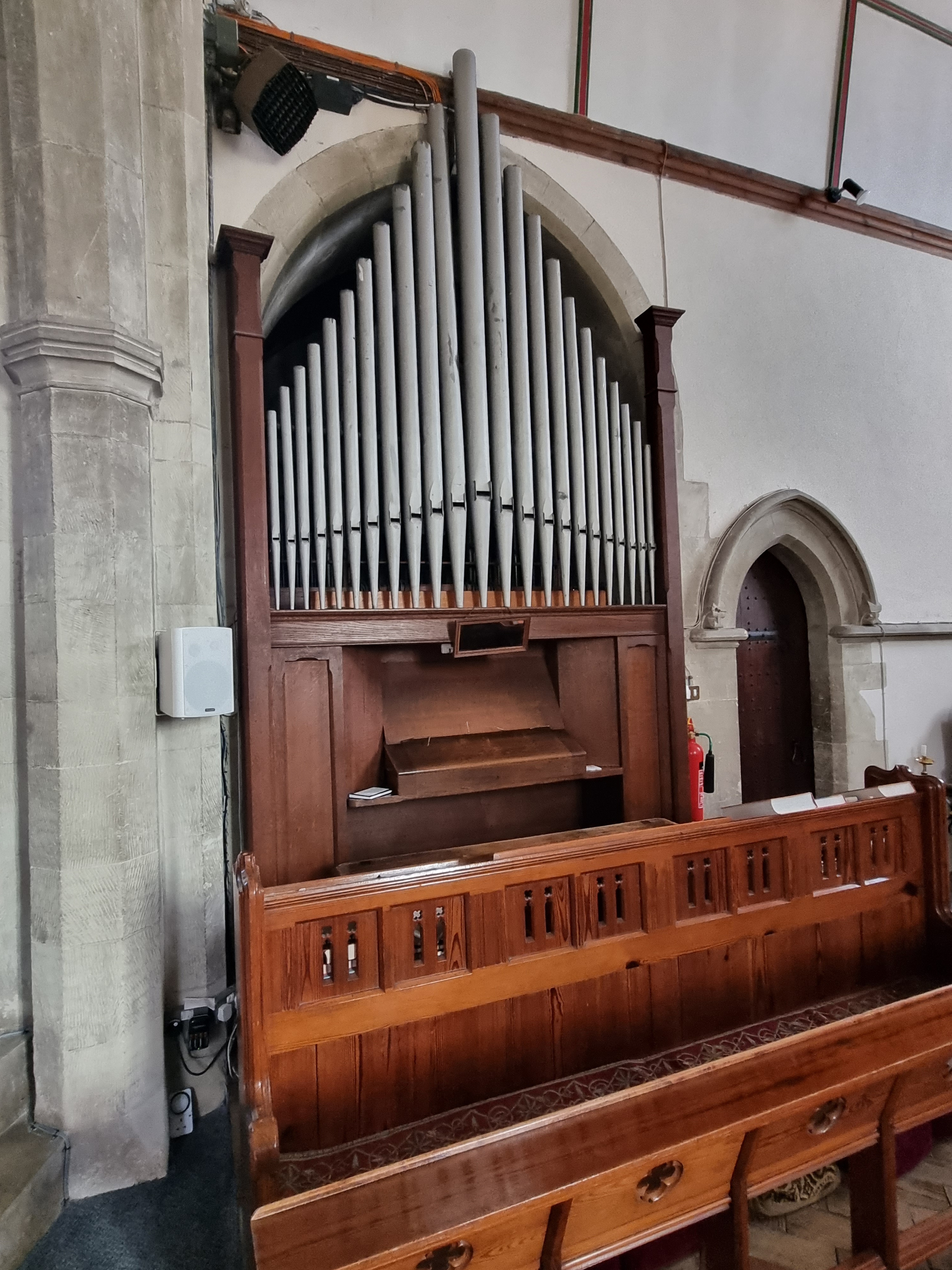
Organo a canne

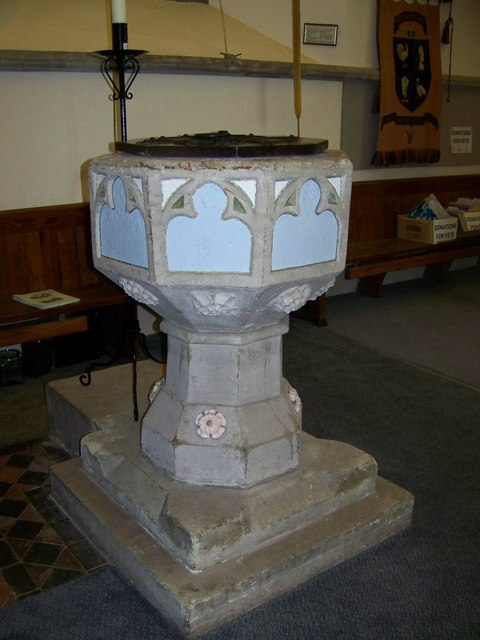
Fonte battesimale

La chiesa di San Nicola a Porton in origine era una cappella privata fondata da Lucia Burgelen a Birdlimes Farm. Nel 1545 divenne una cappella della chiesa parrocchiale di Idmiston e fu gestita da un curato. La cappella continuò a servire la comunità di Porton e fu ampliata nel corso dei secoli. Nel 1848 fu descritta come una piccola struttura antica con una navata, un presbiterio e un portico sul lato sud. Aveva un campanile in legno. Purtroppo la struttura della chiesa si deteriorò e nella seconda metà del XIX secolo fu necessario costruire una nuova chiesa, sempre con la stessa dedicazione a San Nicola, su un nuovo sito. Il reverendo William Dowding, Joseph Waters e Henry Targett fornirono gran parte dei finanziamenti e I.A. Ingram donò il terreno necessario. Questa chiesa fu progettata da John Loughborough Pearson e fu consacrata il 18 luglio 1877. Purtroppo il costruttore non seguì le specifiche dell'architetto e la chiesa necessitò di ulteriori lavori di consolidamento. La finestra del WestEnd fu donata dal reverendo William Dowding, vicario al momento della consacrazione, in memoria della sorella Catherine Dowding. Le due campane e il fonte battesimale provenivano dalla vecchia cappella. La chiesa parrocchiale sino ad allora era a Idmiston, un edificio risalente al XIII secolo. Gradualmante tuttavia il centro della parrocchia si spostò a Porton e la chiesa di Tutti a Santi di Idmiston chiuse al culto nel 1978 così San Nicola divenne la chiesa parrocchiale.
Nell'estate del 1884, lungo il lato sud del cimitero, fu costruito un muro di selce con una cimasa in pietra di Chilmark. Il cancelletto di quercia, che fu la parte più interessate dell'opera, fu eretto il 30 ottobre. Gli altri tre lati del cimitero furono recintati con grate di ferro. Delle due campane sul campanile una fu probabilmente fusa a Salisbury nel XIV secolo, mentre l'altra, probabilmente della stessa data, fu rifusa dai fonditori londinesi Mears e Stainbank nel 1877. Ciò fu quasi certamente fatto durante la ricostruzione della chiesa, quando furono probabilmente realizzati l'attuale apparato sonoro e altri accessori. I registri risalenti al 1813 sono conservati presso l'Archivio del Wiltshire e di Swindon, Chippenham. Non ci furono sepolture a Porton fino alla costruzione e consacrazione della nuova chiesa nel luglio del 1877. In precedenza, i defunti di Porton e Gomeldon venivano sepolti nel cimitero di Idmiston e, come concordato, venivano mantenuti dagli abitanti della parte della parrocchia chiamata Porton e Gomeldon.
Nell'ottobre del 1880 fu installata una porta tagliafuoco all'estremità orientale della chiesa, per consentire alla porta del presbiterio di rimanere aperta durante la stagione secca e arieggiare la chiesa. Nella primavera del 1881 il tetto della navata fu tinto di color quercia e tutte le panche e la porta furono nuovamente tinteggiate. Il 23 dicembre 1883, per la prima volta, fu installato nella chiesa un organo che era stato utilizzato nella cattedrale di San Paolo a Londra per la formazione dei coristi di quella cattedrale.

## Descrizione
L'English Heritage ha inserito dal 18 febbraio 1958 la chiesa di San Nicola a Porton (Idmiston) tra gli edifici storici come monumento classificato di seconda categoria col numero 1183981. La chiesa rientra nella diocesi di Salisbury.

### Esterni
La chiesa parrocchiale anglicana si trova nell'abitato del villaggio di Porton nel Wiltshire, Sud Ovest dell'Inghilterra. La chiesa è stata edificata in selce con rivestimenti in mattoni e tetto in tegole. La pianta si sviluppa su una navata, un presbiterio, una sagrestia, un portico meridionale e un campanile a vela. La navata presenta due finestre in stile decorato, E altre tre finestre si trovano all'estremità est del presbiterio. Un passaggio basso con timpano conduce alla sagrestia. Vi sono cornici a mezza parete, che si innalzano sotto le finestre est e ovest. Su timpano ci sono croci. Il campanile a vela ha due  aperture e si trova sull'estremità ovest della navata. Il portico ha un tetto a capriate. Attorno alla chiesa si trova il cimitero della comunità.

### Interni
La porta interna è rivestita. La sala è ad una sola navata che si divide in tre campate, con travi a vista e volta a botte sfaccettata. Le pareti sono intonacate e presentano archi a tutto sesto alla base delle strombature delle finestre. Il presbiterio è preceduto da un ampio arco ed ha una volta a cassettoni. L'acquasantiera e posta sulla parete nord, e piccoli sedili in nicchia si trovano nella parete a sud. Il fonte battesimale risale al XV secolo ed è stato restaurato. Si presenta di forma ottagonale con pannelli a testa trilobata e sculture di fiori nella parte inferiore. Il pulpito è in quercia su una base in pietra. La balaustra del presbiterio è in quercia su supporti in ferro. Tra i monumenti nella sala si conserva una lapide a muro del 1840 di Soper di Sarum e due lapidi in ottone del XX secolo. La vetrata della finestra occidentale è del 1893. La poltrona del presbiterio risale al XVII secolo.